# Béla Wenckheim
Pour les autres membres de la famille, voir Famille Wenckheim.
Dans le nom hongrois Wenckheim Béla, le nom de famille précède le prénom, mais cet article utilise l’ordre habituel en français Béla Wenckheim, où le prénom précède le nom.
Baron Béla Wenckheim (Wenckheimi báró Wenckheim Béla en hongrois), né le 16 février 1811 à Körösladány et mort le 7 juillet 1879 à Budapest, est un homme d'État hongrois.

## Biographie
Il est le fils du baron József Wenckheim (1778–1830) et de sa seconde épouse la baronne Terézia Orczy. Alispán en 1837 puis főispán à plusieurs reprises du comitat de Békés. Ministre de l'Intérieur de 1867 à 1867 puis de 1871 à 1879, il est nommé premier ministre de Hongrie le 2 mars 1875 et le reste jusqu'au 20 octobre de la même année.